# Стара Љехота
Стара Љехота (слч. Stará Lehota) насељено је мјесто са административним статусом сеоске општине (слч. obec) у округу Ново Место на Ваху, у Тренчинском крају, Словачка Република.

## Становништво
| Година:    | 1994. | 2004.    | 2014.    | 2024.    |
| ---------- | ----- | -------- | -------- | -------- |
| Број људи: | 294   | 263      | 215      | 176      |
| Разлика:   |       | -10,54 % | -18,25 % | -18,13 % |

| Година:    | 2023. | 2024.   |
| ---------- | ----- | ------- |
| Број људи: | 177   | 176     |
| Разлика:   |       | -0,56 % |

Према подацима о броју становника из 2024. године насеље је имало 176 становника.